# 戴斯班克
《戴斯班克》是罗恩·吉伯特自2004年就开始设计的一款动作角色扮演游戏；开发计划于2008年1月9日公布，最后由艺电发行。该游戏被称为猴岛与暗黑的结合体。游戏分两部分——《戴斯班克：正义的孤儿》、《戴斯班克：美德之鞭》。